# Parafia św. Paraskewii w Pętnej
Parafia Świętej Paraskewii w Pętnej – parafia greckokatolicka w Pętnej, w dekanacie krakowsko-gorlickim archieparchii przemysko-warszawskiej. 
Parafia została reaktywowana w 1968.

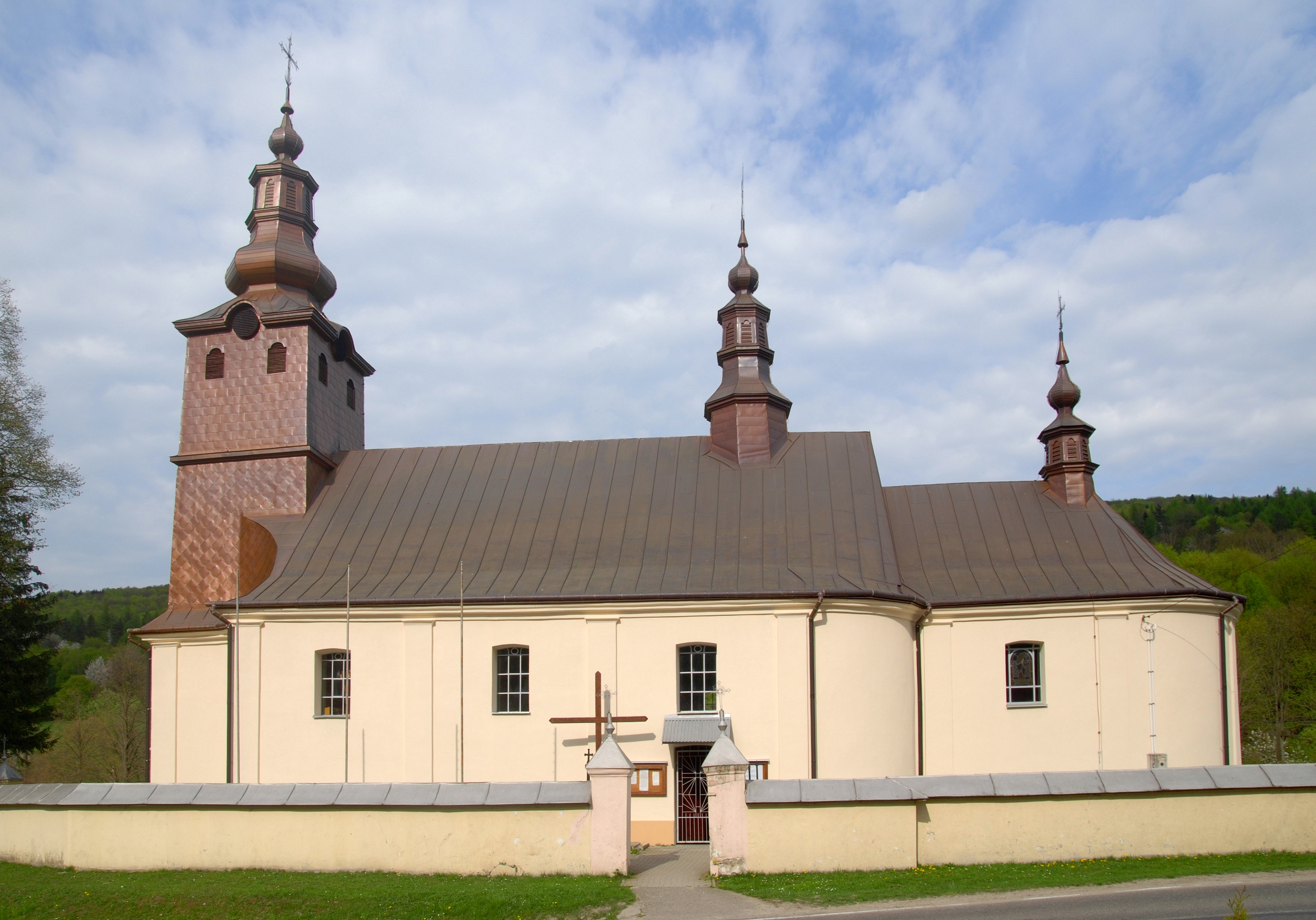
Cerkiew filialna Świętych Kosmy i Damiana w Małastowie